# Urçay
Urçay település Franciaországban, Allier megyében. Lakosainak száma 296 fő (2022. január 1.). Urçay Braize, Lételon, La Perche és Meaulne-Vitray községekkel határos.

## Népesség
A település népessége az elmúlt években az alábbi módon változott:
| Lakosok száma | 428  | 324  | 294  | 288  | 293  | 270  | 264  | 283  | 293  | 296  |
|               | 1968 | 1982 | 1990 | 2006 | 2013 | 2015 | 2017 | 2019 | 2020 | 2022 |